# فیل میهیو
فیل میهیو (انگلیسی: Phil Méheux؛ زادهٔ ۱۷ سپتامبر ۱۹۴۱) کارگردان تلویزیونی و فیلم‌بردار اهل انگلستان است. وی از سال ۱۹۷۶ میلادی تاکنون مشغول فعالیت بوده‌است.

## فیلم‌شناسی

### فیلم
| سال  | نام                                | کارگردان            | توضیحات                                                              |
| ---- | ---------------------------------- | ------------------- | -------------------------------------------------------------------- |
| ۱۹۷۶ | Exposé                             | James Kenelm Clarke | Co-cinematographer with Dennis C. Lewiston                           |
| ۱۹۷۷ | Black Joy                          | Anthony Simmons     |                                                                      |
| ۱۹۷۷ | Apaches                            | جان مکنزی           |                                                                      |
| ۱۹۷۸ | Let's Get Laid                     | James Kenelm Clarke |                                                                      |
| ۱۹۷۹ | The Music Machine                  | Ian Sharp           |                                                                      |
| ۱۹۷۹ | Scum                               | آلن کلارک           |                                                                      |
| ۱۹۸۰ | جمعه خوب طولانی                    | جان مکنزی           |                                                                      |
| ۱۹۸۱ | طالع نحس ۳: درگیری نهایی           | Graham Baker        | Co-cinematographer with Robert Paynter                               |
| ۱۹۸۲ | گزینه نهایی                        | Ian Sharp           |                                                                      |
| ۱۹۸۳ | کنسول افتخاری                      | جان مکنزی           |                                                                      |
| ۱۹۸۵ | Morons from Outer Space            | مایک هاجز           |                                                                      |
| ۱۹۸۷ | پروتوکل چهارم                      | جان مکنزی           |                                                                      |
| ۱۹۸۸ | حقوق کیفری                         | راسل مالکهی         |                                                                      |
| ۱۹۸۹ | Renegades                          | جک شولدر            |                                                                      |
| ۱۹۹۱ | Highlander II: The Quickening      | راسل مالکهی         |                                                                      |
| ۱۹۹۱ | Defenseless                        | مارتین کمپل         |                                                                      |
| ۱۹۹۲ | روبی                               | جان مکنزی           |                                                                      |
| ۱۹۹۳ | محاکمه                             | دیوید جونز          |                                                                      |
| ۱۹۹۳ | Ghost in the Machine               | راشل تالالی         |                                                                      |
| ۱۹۹۴ | No Escape                          | مارتین کمپل         |                                                                      |
| ۱۹۹۵ | گولدن‌آی                            | مارتین کمپل         |                                                                      |
| ۱۹۹۷ | قدیس                               | فیلیپ نویس          |                                                                      |
| ۱۹۹۸ | نقاب زورو                          | مارتین کمپل         |                                                                      |
| ۱۹۹۹ | تله‌گذاری                           | جان امیل            |                                                                      |
| ۱۹۹۹ | مرد دویست‌ساله                      | کریس کلمبوس         |                                                                      |
| ۲۰۰۰ | مسحور                              | هارولد رامیس        | Director of Photography: UK Photographed by بیل پوپ                  |
| ۲۰۰۳ | فراتر از مرزها                     | مارتین کمپل         |                                                                      |
| ۲۰۰۳ | هسته                               | جان امیل            | Director of Photography: Rome Photographed by جان لیندلی (فیلم‌بردار) |
| ۲۰۰۴ | دور دنیا در ۸۰ روز                 | فرانک کوراکی        |                                                                      |
| ۲۰۰۵ | افسانه زورو                        | مارتین کمپل         |                                                                      |
| ۲۰۰۶ | کازینو رویال                       | مارتین کمپل         | BSC Best Cinematography Award نامزد- جایزه بفتای بهترین فیلم‌برداری   |
| ۲۰۰۷ | شیرها برای بره‌ها                   | رابرت ردفورد        | Additional photography Photographed by فیلیپ روسولو                  |
| ۲۰۰۸ | بورلی هیلز چی‌واوا                  | راجا گاسنل          |                                                                      |
| ۲۰۱۰ | لبه تاریکی                         | مارتین کمپل         |                                                                      |
| ۲۰۱۱ | اسمورف‌ها                           | راجا گاسنل          |                                                                      |
| ۲۰۱۲ | اینم از پول                        | فرانک کوراکی        |                                                                      |
| ۲۰۱۳ | اسمورف‌ها ۲                         | راجا گاسنل          |                                                                      |
| ۲۰۱۵ | فیلم باب اسفنجی: اسفنج بیرون از آب | Paul Tibbitt        |                                                                      |